# 天目湖国家森林公园
江苏天目湖国家森林公园位于中华人民共和国江苏省溧阳市南部。设立于2015年1月，由天目湖、龙潭和南山竹海三个片区组成。总面积为3759.02公顷，其中林地面积1936.67公顷。

## 历史沿革
1956年，溧阳龙潭林场成立。
1995年，在溧阳龙潭林场的基础上成立溧阳龙潭省级森林公园。
2014年，天目湖旅游度假区管委会向国家林业局申请，以龙潭省级森林公园为基础，设立江苏溧阳天目湖国家级森林公园。
2015年，获准设立江苏天目湖国家森林公园。

## 分区
天目湖片区：位于天目湖镇境内，南与天目湖国家湿地公园相邻。包括天目湖中北部水域、大溪水库水域以及少量滨湖林地，天目湖山水园景区位于片区内。总面积2054.25公顷，其中水域约占87%。
龙潭片区：位于戴埠镇中部的龙潭国有林场内。面积898.57公顷。
南山竹海片区：位于戴埠镇东南端，东南与宜兴市、广德县接壤，南山竹海景区位于片区内。面积806.2公顷。